# Château de Bazouges
Pour les articles homonymes, voir Bazouges (homonymie).
 (octobre 2015).
Si vous disposez d'ouvrages ou d'articles de référence ou si vous connaissez des sites web de qualité traitant du thème abordé ici, merci de compléter l'article en donnant les références utiles à sa vérifiabilité et en les liant à la section « Notes et références ».
Le château de Bazouges est une ancienne forteresse bâtie dans la cité de Bazouges-sur-le-Loir au XIe siècle pour défendre le Haut-Anjou de toute velléité de la part de la Maison de Blois ou du comté du Maine. Le château fut profondément remanié au XVe siècle en vue de renforcer la défense de l'Anjou lors de la guerre de Cent Ans. Le château s'élève sur les berges du Loir.  

## Historique
Le château de Bazouges dépendait de la sénéchaussée de La Flèche. Il marquait, à l'intérieur de l'Anjou, la limite avec la sénéchaussée de Baugé et son fief de Durtal dominé par le château de Durtal. Ses propriétaires étaient membres de la famille de Champagne. Un premier Baudouin de Champagne du XVe siècle, était un important personnage du duché d’Anjou. Il était chevalier et chambellan du roi René, il représenta notamment ce roi lors d’un voyage à Venise. Il fut capitaine du Mans puis de Tours, pendant la guerre de Cent Ans contre les Anglais. Au siècle suivant, un autre Baudouin de Champagne fut  chambellan des rois Louis XII de France puis de François Ier. François Ier le nomma ambassadeur extraordinaire auprès de divers royaumes dont celui de Charles Quint.
Du XVIe au XIXe siècle, le château fut aux mains de divers propriétaires qui modifièrent la forteresse en la transformant en une demeure de plaisance et lui donnèrent progressivement la configuration actuelle.
Le dernier changement de propriétaire eut lieu en 1910, lorsque le château fut acheté par Adrien Mithouard, la demeure est aujourd'hui encore propriété de ses descendants.

## Description
L'entrée du château est gardée par un châtelet à deux tours ovales avec mâchicoulis. Dans l'une d'entre elles se trouve une chapelle du XVe siècle avec une belle voûte angevine. Des douves, fossés, pont-levis et un verger avec la glacière complètent la partie médiévale du château.
Plusieurs corps de logis se sont progressivement ajoutés, transformant l'ancienne forteresse médiévale en château de la Loire de la Renaissance. Dans la salle des gardes trône une impressionnante cheminée. Des salons attenants datent du XVIIIe siècle. 
Des jardins à la française entourés d'eau ceinturent le château et dans le parc, se dresse un moulin seigneurial construit entre les XVe et XVIe siècles, conservé avec son bief et ses transmissions en bois.

## Protection

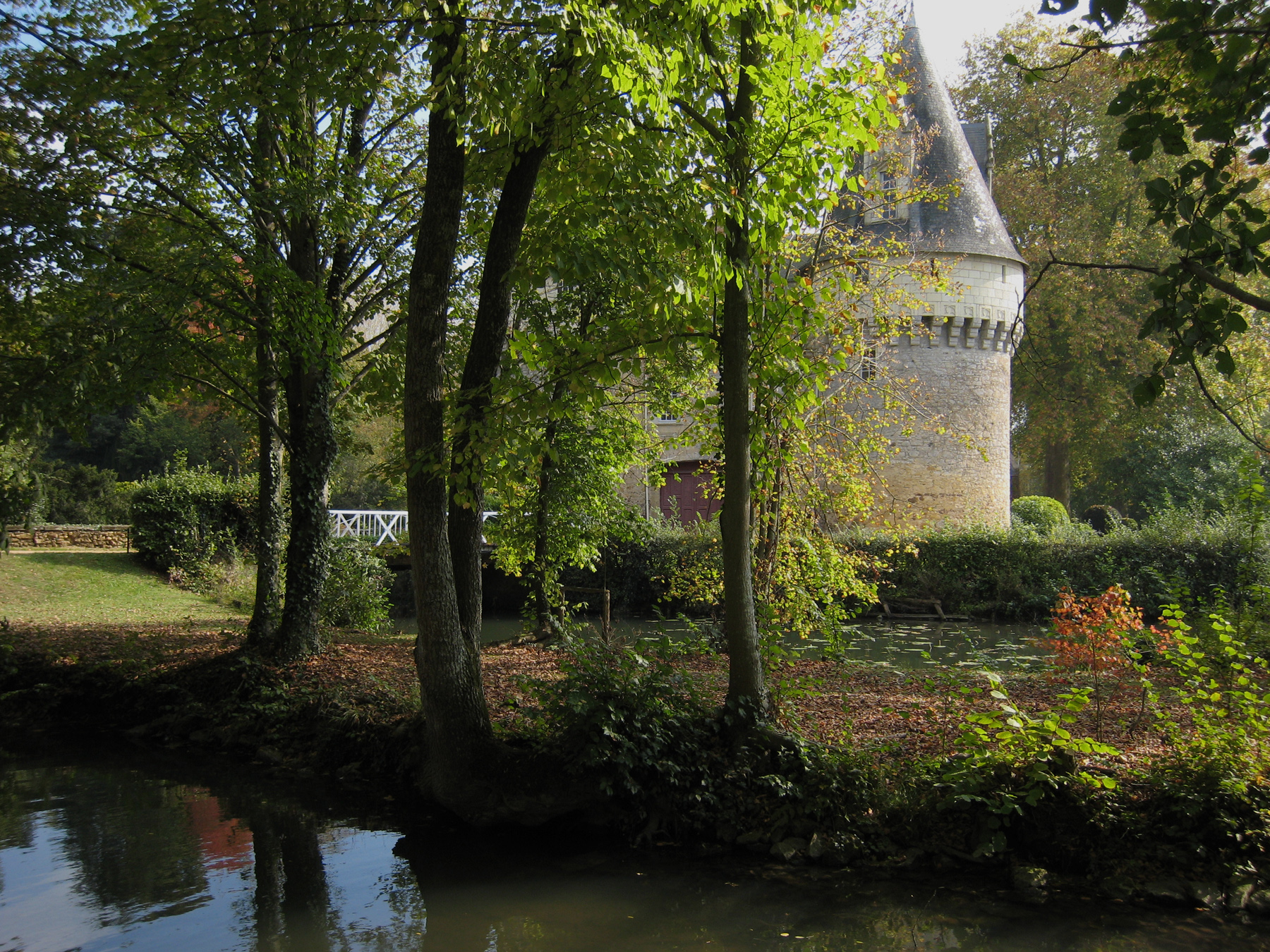
Vue du château de Bazouges depuis le Loir.

Le château fait l’objet d’un classement au titre des monuments historiques depuis le 30 janvier 1928.
Les communs en enceinte, les moulins, la cour intérieure, la douve et l’île du château, le sol du jardin et celui du verger avec sa glacière font l’objet d’une inscription au titre des monuments historiques depuis le 28 décembre 1994.